# Johann Conrad von Strünckede
Johann Conrad Freiherr von Strünckede (* 9. Oktober 1670 auf Strünkede; † 11. Januar 1742 in Kleve) war ein klevisch-preußischer Staatsmann.

## Leben

### Herkunft und Familie
Johann Conrad von Strünckede war Angehöriger der Hauptlinie der Freiherren von Strünckede, deren Stamm er beschloss. Seine Eltern waren Gottfried von Strünckede und Sibylla Gertrud, geborene von der Recke zur Horst. Er vermählte sich 1700 mit Sophia Wilhelmina Freiin von Hüchtenbrock (1681–1755), einer Tochter des Klevischen Erbkämmerers und Landkommissars Albert Georg Freiherr von Hüchtenbrock und der Gertrud Sophie, geborene Freiin von Diepenbroick zur Impel. Keines der zahlreichen Kinder dieser Ehe gelangte zur Heirat oder überlebte den Vater, so das Ludwig von Strünkede zu Dorneburg (1699–1753) als Universalerbe eingesetzt wurde. Im Jahre 1777 erlosch der Mannesstamm des Geschlechts.

### Werdegang
Strünckede war durch den frühen Tod des Vaters bereits seit 1681 Erbherr der Herrschaft Strünkede mit Herne, Sodingen, Marnix (im Département Jura) und Pöppinghausen. 1697 wurde er endlich auch mit Herrschaft und Gericht Strünkede belehnt. Durch seine Heirat fiel ihm auch die Herrschaft Bellevue zu, die er seit 1708 auch rechtlich besaß.
Er studierte Rechtswissenschaften und hatte seit 1708 eine Stelle bei der Regierung in Kleve, wo er zunächst Amtsverwalter des Amtes Bochum und Castrop sowie auch bald Oberheroldsrat war. 1713 wurde er Präsident der Kleve-Märkischen Amtskammer und damit höchster Richter in Kleve. Nach einem Prozess in den Jahren 1714 bis 1717 erhielt er den Zuspruch des Gerichts zu Castrop, das schon sein Urgroßvater innegehabt hatte. Er war dann 1719 zunächst Generalfinanzministeriumsmitglied, dann Vizepräsident der Klevisch-Märkischen Kammer mit dem Rang eines Kanzlers. Am 6. Januar 1721 avancierte er zum Wirklichen Geheimen Rat und wurde zum Oberpräsidenten der klevischen Regierung bestellt. Von 1725 bis 1728 war er Gouverneur in Neuenburg. 1734 war er wirklicher Geheimer Etatsminister, Klevisch-Märkischer Geheimer Regierungspräsident und Kanzler und wurde 1735 noch Kurator der damaligen Klever Landesuniversität Duisburg. Nach der Thronbesteigung Friedrich Wilhelms 1740, nahm Strünckede die Huldigung der klevischen Stände entgegen. Er wurde am 31. Januar 1742 im Erbbegräbnis in der Dionysius-Kirche in Herne beigesetzt.